# Steven R. McQueen
Steven Chadwick McQueen, mais conhecido como Steven R. McQueen (Los Angeles, Califórnia, 13 de julho de 1988) é um ator americano, mais conhecido por seu papel como Jeremy Gilbert em The Vampire Diaries da The CW e seu papel recorrente como Kyle Hunter em Everwood.
McQueen é filho de Stacey Toten e o ator e produtor Chad McQueen. Seus avós paternos eram o ator Steve McQueen e a atriz Neile Adams. Seu padrasto, Luc Robitaille, é um canadense aposentado da fama.

## Início da vida
McQueen nasceu na cidade de Los Angeles, localizada no estado da Califórnia, filho de Stacey Toten (agora Stacia Robitaille) e do ator e produtor Chad McQueen. Seus avós paternos são o ator Steve McQueen e a atriz filipina Neile Adams. A sobrinha de Neile Adams é a socialite filipino-espanhola Isabel Preysler, mãe de Enrique Iglesias, Julio Iglesias Jr. e Chabeli Iglesias, tornando McQueen um primo em segundo grau dos três irmãos Iglesias.
Seu padrasto, Luc Robitaille, é um ex-jogador profissional de hóquei no gelo que passou a maior parte de sua carreira no Los Angeles Kings da National Hockey League. McQueen é o mais velho de quatro filhos com um meio-irmão, Chase (nascido em 1995) e uma meia-irmã, Madison (nascido em 1997) do novo casamento de seu pai, e um meio-irmão, Jesse Robitaille, de seu pai. novo casamento da mãe.
O nome artístico de McQueen é "Steven R. McQueen", o "R" se referindo ao sobrenome de seu padrasto, Robitaille.

## Carreira
Em 2005, McQueen fez sua estréia na televisão aparecendo em um episódio do drama de ficção científica Threshold, da CBS. Ele atuou como convidado em várias séries de televisão, incluindo Without a Trace, CSI: Miami e Numb3rs. Um de seus papéis mais notáveis até o momento foi o papel recorrente de Kyle Hunter em sete episódios da quarta e última temporada do drama da WB, Everwood, de 2005 a 2006. Em janeiro de 2008, ele estreou no cinema em Minutemen do Disney Channel, onde ele desempenhou o papel de vilão de Derek Beauguard.
Em 2009, McQueen foi escalado como Jeremy Gilbert em The Vampire Diaries e atuou durante os primeiros seis temporadas, até 2015. Gilbert foi escrito para ter deixado Mystic Falls para a escola de arte quando foi anunciado que a sexta temporada seria a última de McQueen. Em 2015, McQueen se juntou ao elenco do drama da NBC Chicago Fire na quarta temporada como Jimmy Borelli, um novo candidato designado para Firehouse 51. Ele foi creditado no elenco recorrente nos seis primeiros episódios e foi adicionado ao elenco principal no sétimo episódio. Em outubro de 2016, o personagem de McQueen foi eliminado do programa durante a quinta temporada.

## Filmografia
| Filme     | Filme               | Filme          | Filme                                          |
| Ano       | Filme               | Personagem     | Notas                                          |
| --------- | ------------------- | -------------- | ---------------------------------------------- |
| 2006      | Club Soda           | The Kid        | Filme para TV                                  |
| 2008      | Minutemen           | Derek Beaugard | Filme para TV                                  |
| 2010      | Piranha 3D          | Jake Forester  |                                                |
| 2012      | Piranha 3DD         | Jake Forester  |                                                |
| Televisão |                     |                |                                                |
| Ano       | Título              | Personagem     | Notas                                          |
| 2005      | Threshold           | Jordan Peters  | 1 episódio                                     |
| 2005      | Everwood            | Kyle Hunter    | 2005-2006 (7 e 9 episódio)                     |
| 2008      | Numb3rs             | Craig Ezra     | 1 episódio                                     |
| 2008      | Without a Trace     | Will Duncan    | 1 episódio                                     |
| 2008      | CSI: Miami          | Keith Walsh    | 1 episódio                                     |
| 2009-2017 | The Vampire Diaries | Jeremy Gilbert | Elenco Fixo; 2009, 2017 Recorrente             |
| 2015      | Chicago Fire        | Jimmy Borrelli | Recorrente                                     |
| 2018      | Legacies            | Jeremy Gilbert | Participação Especial (1 temporada episódio 3) |

## Prêmios
Venceu o Beverly Hills Film Festival, melhor performance masculina pelo seu papel no filme Club Soda em 2006.